# Етторе Бастіаніні
Етто́ре Бастіані́ні (італ. Ettore Bastianini; 24 вересня 1922, Сієна — 1 січня 1967, Сірміоне) — італійський оперний співак, баритон.

## Біографія

### Ранні роки
Етторе Бастіаніні народився в Сієні, у бідній сім'ї. Батька він не знав. Підлітком працював підсобним робітником у пекарні, де гарний вокал хлопчика помічає тямущий у музиці пекар Гаєтано Ванні, його перший учителем співу. З 16 років Етторе виступав у хорі рідного міста, де на нього звернули увагу музичні педагоги Адельмо та Фатіма Амманнаті. Вони взяли на безкоштовне навчання талановитого юнака. Перші його концерти відбулися 1940 і 1941 роках в Ассіано та Сієні на «Fortezza Medicea» і «Teatro dei Rozzi»[відсутнє в джерелі].

### Кар'єра баса 1940—1951
На оперній сцені Етторе Бастіаніні дебютував в Равенні 1945 року в басовій партії Коллена в «Богемі» Дж. Пуччіні. Протягом 1946—1947 років він виступає в Пізі, Каїрі, Флоренції, Чезені, Палермо та Пармі в партіях Базиліо в Севільському цирульнику Раймондо в «Лючії ді Ламмермур» Феррандо в «Трубадурі» Рамфіса в «Аїді».
24 квітня 1948 року, Бастіаніні дебютував на сцені міланської Ла Скали у партії Тіресія в опері «Едіп-цар Стравинського». Також, того ж року, дебютував у «Богемі» в Театро Ліріко в Турині.

### Кар'єра баритона 1952—1965
Етторе Бастіаніні був добрим співаком, він володів басом багатого, насиченого тембру, однак відносно слабкі „низи“ не давали йому здобути великої слави. У 1951 році, за порадою свого флорентійського педагога Р. Бетаріні, після 8 років кар'єри Етторе Бастіаніні змінив вокальну спеціалізацію і вже як баритон дебютував у січні 1952 року в Болоньї, виконавши партію Жермона в «Травіаті» Дж. Верді. У тій же партії роком пізніше він дебютував в «Метрополітен-опера».
1953 року виступає в партії Енріко в «Лючії ді Ламмермур» уперше разом з Марією Каллас у Флоренції, потім заспівав Фігаро в «Севільському цирульнику», князя Андрія у «Війні і мирі» Прокоф'єва.
У 1955 році в «Ла Скала» співав Жермона в легендарній постановці Карло Марії Джуліні і Лукіно Вісконті, з Марією Каллас і Джузеппе ді Стефано в головних партіях. На міланській сцені в середині 50-х років він здобув визнання як один із найкращих баритонів свого часу.
7 грудня 1957 року виступив в «Балі-маскараді» Джузеппе Верді з Марією Каллас, Джузеппе Ді Стефано та Джулієттою Сіміонато.
Він брав участь у численних записах опер Дж. Верді з Ренатою Тебальді, Марією Каллас, Ренатою Скотто, Альфредо Краусом, Джоном Вікерсом.
Бастіаніні виступав на кращих сценах Європи та Сполучених Штатів, брав участь у постановках Зальцбурзького фестивалю; його кар'єра розвивалася від тріумфу до тріумфу, але виявилася недовгою: в Наприкінці 1962 року лікарі виявили у співака рак горла. Пройшовши курс лікування в Швейцарії на початку 1963 року він повернувся на сцену, але голос Бастіаніні вже не був як раніше; хвороба позначалась на його виступах, які могли бути і чудовими, і провальними. Нічого не знаючи про хворобу, публіка і критики не щадили співака; в 1965 році провідні оперні театри розірвали свої контракти з ним. Востаннє Бастіаніні вийшов на сцену в «Метрополітен», в одній з найулюбленіших своїх партій — Родріго в «Дон Карлосі» Дж. Верді.
Етторе Бастіаніні помер 25 січня 1967 року в Сірміоне і був похований в своєму рідному місті.

## Творчість
Визнання Бастіаніні здобув передусім як виконавець драматичних партій в операх Дж. Верді: Ріголетто, Амонасро в «Аїді», Родріго в «Дон Карлоса», графа ді Луна в «Трубадурі», Ренато в опері «Бал-маскарад», Дона Карлоса в «Силі долі», Яго в «Отелло».
Яскравий і соковитий баритон співака, густий і насичений в басах, дзвінкий у верхньому регістрі відзначався винятковою красою.